# Max Weber (atleta)
Max Weber   (Laucha an der Unstrut, 24 de gener de 1922 - Leipzig, 29 d'agost de 2007) fou un atleta alemany, especialista en marxa atlètica, que va competir sota bandera de la República Democràtica Alemanya durant la dècada de 1950.
El 1960 va prendre part en els Jocs Olímpics d'Estiu de Roma, on fou tretzè en els 50 quilòmetres marxa del programa d'atletisme.
En el seu palmarès destaca una medalla de bronze en els 50 quilòmetres marxa del Campionat d'Europa d'atletisme de 1958, rere Ievgueni Maskinskov i Abdon Pamich. Es proclamà campió de la República Democràtica Alemanya en 50 km marxa entre 1955 i 1958 i 1960, a més de campió per equips en aquesta distància el 1955, 1956, 1957, 1959 i 1960. En els 20 km guanyà el campionat nacional de la RDA de 1955 i 1958 i campió per equips el 1955, 1956 i 1958. També fou campió dels 10 km marxa el 1953 i dels 25 km el 1954 (individualment i per equip).
Posteriorment va exercir d'entrenador a Leipzig i Berlín.